# Grabkreuz Friedhof Glehn

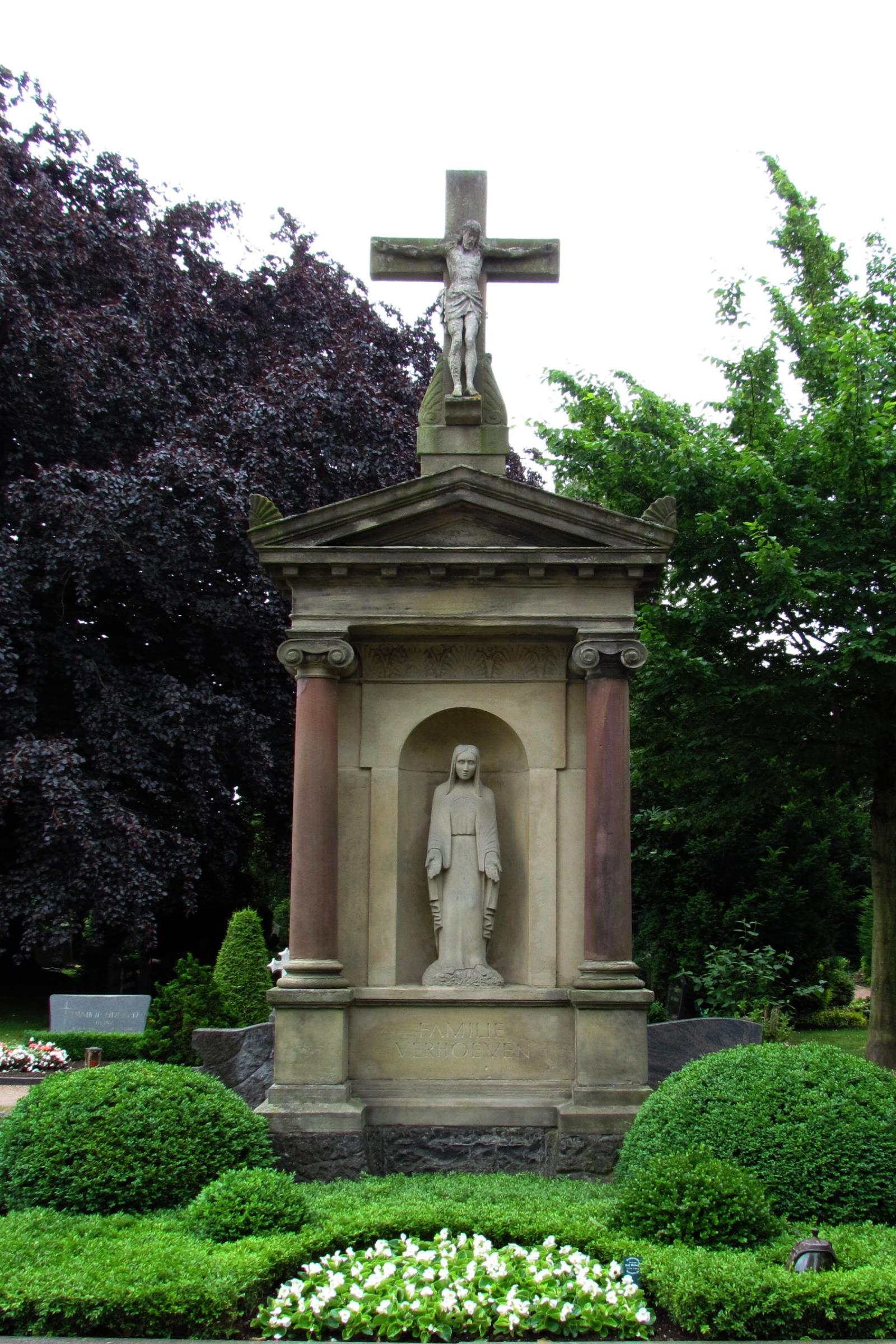
Grabkreuz

Das Grabkreuz Friedhof Glehn der Familie Verhoeven steht im Ortsteil Glehn in Korschenbroich im Rhein-Kreis Neuss in Nordrhein-Westfalen auf dem Friedhof im Feld 2.
Das Kreuz wurde im 19. Jahrhundert erbaut und unter Nr. 086 am 4. Februar 1986 in die Liste der Baudenkmäler in Korschenbroich eingetragen.

## Architektur
Das Grabkreuz aus dem 19. Jahrhundert ist aus Sandstein erbaut. Es ist ca. 500 cm hoch, ca. 180 cm breit und ca. 83 cm tief. Auf dem Grabmal befindet sich ein Sandsteinkreuz mit Sandsteinkorpus. Das Grabkreuz weist links und rechts einen Säulenaufbau vor und ist übergiebelt. In der Mitte befindet sich die aus schwarzem Marmor bestehende Tafel mit Familiendaten.